# Zentrale Wahlkommission (Albanien)
Die Zentrale Wahlkommission (albanisch Komisioni Qendror i Zgjedhjeve, kurz KQZ; englisch Central Elections Commission, CEC) ist ein staatliches Kollegialorgan in Albanien, das Wahlen und Volksabstimmungen vorbereitet, beaufsichtigt, leitet und deren Resultate veröffentlicht.

## Zusammensetzung
Die Kommission, die im Jahr 2000 ihre Tätigkeit aufnahm, besteht aus sieben Mitgliedern, die alle vier Jahre vom Parlament gewählt werden. Nachdem die neue Vorlage der Verfassung Albaniens 1998 vom Volk angenommen worden war, sah das Gesetz vor, dass die Zentrale Wahlkommission aus sieben Mitgliedern besteht, wovon zwei vom Präsidenten, drei vom Hohen Justizrat und zwei vom Parlament bestimmt werden. 2008 wurde diese Regelung zugunsten des Parlaments geändert, das nun alle sieben Mitglieder wählt. Vier davon werden von der Regierung und drei von der Opposition bestimmt.
2018 war die Kommission von folgenden sieben Mitgliedern besetzt:
- Klement Zguri (* 1957), Kommissionspräsident
- Denar Biba (* 1974), Stellvertreter
- Bledar Skënderi (*  1978)
- Edlira Jorgaqi (* 1970)
- Gëzim Veleshnja
- Hysen Osmanaj (* 1957)
- Vera Shtjefni (* 1974)